# Helena Rojo
Helena Rojo, pseudonimo di María Elena Enríquez Ruiz (Città del Messico, 18 agosto 1944 – Città del Messico, 3 febbraio 2024), è stata un'attrice messicana, attiva in teatro, in televisione e al cinema.

## Biografia
Helena Rojo iniziò la sua carriera come modella nel 1960. Studiò teatro con noti registi del suo Paese, come Carlos Ancira e José Luis Ibáñez, e fece il suo esordio cinematografico nel 1968 con il film El club de los suicidas. Nello stesso anno apparve anche nel suo secondo film, Los amigos. Nel 1974 debuttò in tv con un ruolo di primo piano nella telenovela Extraño en su pueblo. Fu diretta dai più importanti registi messicani dal 1970 al 1980: Felipe Cazals, Arturo Ripstein, Rafael Corkidi, Alberto Bojórquez, Marcela Fernández Violante e Jorge Fons. Lavorò anche con il regista tedesco Werner Herzog e l'attore Klaus Kinski nel film Aguirre, furore di Dio (1972). Apparve anche nel film The Other Side of Paradise (1976), diretto da Arturo Ripstein, accanto a Charlotte Rampling, Peter O'Toole e Max von Sydow. Nel 2006 fu scritturata nel cast della serie televisiva statunitense Ugly Betty, nel ruolo di una madre che cerca di tenere il figlio lontano dalla matrigna.
Morì a Città del Messico il 3 febbraio 2024 all'età di 79 anni a causa di un tumore del fegato.

## Vita privata
Si sposò la prima volta all'età di 17 anni. Da questo matrimonio nacquero tre figli: Patricia, Leo ed Elena. Nel 1976 si risposò con l'attore Juan Ferrara, divorziando poi nel 1987. Si risposò nel 1988 con Benjamin Fernández col quale rimase legata per il resto della vita.

## Filmografia
- Los amigos, regia di Icaro Cisneros (1968)
- El Club de los suicidas (1968)
- Siempre hay una primera vez (1969)
- Eye for an eye (1971)
- Queen Doll (1971)
- End of the Party (1971)
- Los Cachorros (1971)
- Victoria (1972)
- Ángeles y querubines (1972)
- Mirage (1972)
- Aquellos años (1972)
- Aguirre, furore di Dio (Aguirre, der Zorn Gottes), regia di Werner Herzog (1972)
- Los Perros de Dios (1973)
- Payo - un hombre contra el mundo (1974)
- Blacker Than the Night (1975)
- The Other Side of Paradise (1975)
- La Casa del Sur (1976)
- Mary, Mary, Bloody Mary (1976)
- La Gran aventura del Zorro (1976)
- The Children of Sanchez (1978)
- Misterio (1980)
- En el país de los pies ligeros (1983)
- Reto a la vida (1990)
- Muerte ciega (1991)
- Una Luz en la escalera (1992)
- Greta's Years (1992)
- Guerrero negro (1993)
- Luces de la noche (1994)
- Retrato de familia (1995)
- Gente bien (1997)
- Luces de la noche (1998)
- Libera di amare; altro titolo: Il privilegio di amare (El privilegio de amar) (1998)
- Ramona (2000)
- Abrazame muy fuerte (2000)
- Amor real (2003)
- Inocente de ti (2004)
- Peregrina (2005)
- Mundo de fieras (2006)
- Ugly Betty (2006)
- Amor sin maquillage (2007)
- Amor letra por letra (2008)
- Cuidado con el angel (2008)
- Locas de amor (2009)
- Corazon salvaje (2009)
- Catarsis (2010)
- Triunfo del amor (2010-2011)
- Por ella soy Eva (2012)
- Corazón que miente (2016)
- Juntos el corazón nunca se equivoca (2019)
- Vencer la culpa (2023)

## Riconoscimenti
- Premio Ariel
  - 1981 – Miglior attrice per Misterio